# Källskär (Brändö, Åland)
Källskär är en ö i Åland (Finland). Den ligger i den östra delen av landskapet, 60 km nordost om huvudstaden Mariehamn. Arean är 0,25 kvadratkilometer.
Terrängen på Källskär är mycket platt. Öns högsta punkt är 11 meter över havet. Den sträcker sig 1,1 kilometer i nord-sydlig riktning, och 0,4 kilometer i öst-västlig riktning.